# You All Over Me
«You All Over Me» es una canción de la cantautora estadounidense Taylor Swift, con la participación de la cantante estadounidense Maren Morris. Fue lanzada a través de Republic Records el 26 de marzo de 2021, como el segundo sencillo de Fearless (Taylor's Version). La canción fue escrita originalmente por Swift y Scooter Carusoe en 2008, y fue producida por Swift y Aaron Dessner.
La canción es una balada sentimental de country pop con violines y guitarras acústicas. Discute la incapacidad del narrador para salir de una relación romántica debido a su entorno que le recuerda el pasado. «You All Over Me» recibió elogios de la crítica, que la apodó como una melodía que evoca nostalgia por la música country de Swift, y elogió el auténtico lirismo. La canción debutó en la cima de Billboard Country Digital Songs y Country Streaming Songs, alcanzó el número 6 en el Hot Country Songs y el número 51 en el Hot 100. Marcó su entrada número 130 en el Hot 100, extendiendo su récord como artista femenina con la mayor cantidad de entradas en la lista.

## Antecedentes y lanzamiento

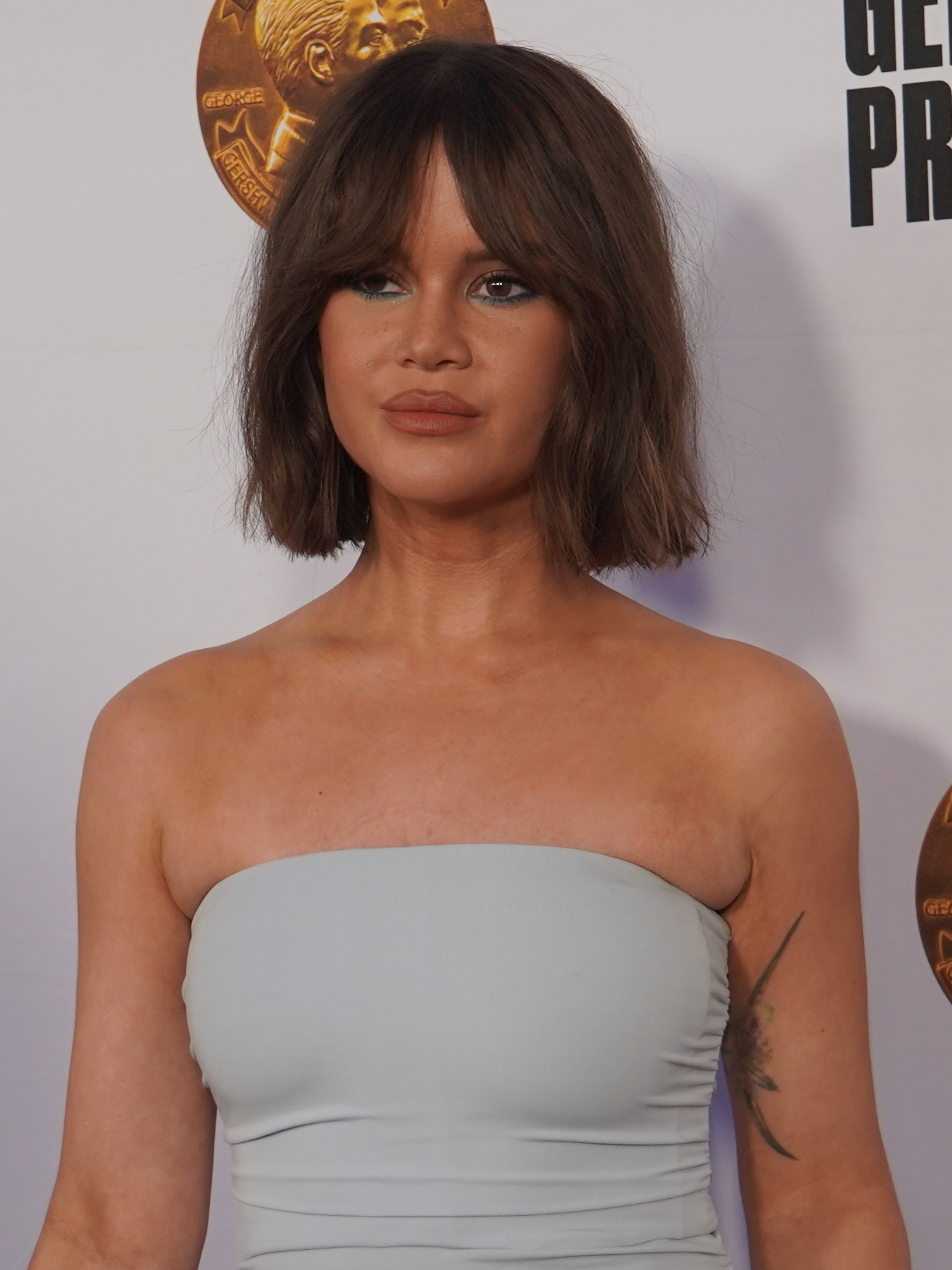
Maren Morris participó en «You All Over Me» haciendo coros.

Después de la venta de los masters de los primeros seis álbumes de estudio de Taylor Swift al gerente de talentos Scooter Braun en 2019, Swift anunció que tenía la intención de volver a grabar los álbumes. La primera de estas regrabaciones, su segundo álbum de estudio, Fearless, fue lanzado el 9 de abril de 2021. Inicialmente lanzado en 2008, la regrabación, apodada Fearless (Taylor's Version), fue anunciada el 11 de febrero de 2021 por Swift en Good Morning America. Al día siguiente, el 12 de febrero, la versión regrabada de su éxito de 2008 «Love Story», llamada «Love Story (Taylor's Version),» fue lanzada como el sencillo principal. Fearless (Taylor's Version) incluye todas las canciones de la edición platino de Fearless, junto con su sencillo de 2010 «Today Was a Fairytale». Además, Swift incluyó seis canciones que fueron eliminadas del álbum original, todas denominadas from the Vault.
El 24 de marzo de 2021, Swift anunció que una de las canciones descartadas, titulada «You All Over Me» con la voz de la cantante estadounidense Maren Morris, se lanzaría el 26 de marzo como el segundo sencillo de Fearless (Taylor's Version). Al día siguiente, 25 de marzo, se reprodujo un fragmento de la canción en Good Morning America.
Un demo de «You All Over Me» se había filtrado anteriormente en línea en 2017.

## Composición y letras
«You All Over Me» fue escrita por Swift y Scooter Carusoe en 2005, y estaba destinada a la versión original de Fearless, antes de ser descartada. La canción fue producida por Aaron Dessner, quien previamente colaboró con Swift en sus álbumes de 2020 Folklore y Evermore. Musicalmente, es una canción country pop acústica con violines «altísimos» y guitarras «cadenciosas». La canción se establece en la clave de Re mayor con un tempo de 72 pulsaciones por minuto (BPM). Las voces de Swift y Morris en la canción van de A3 a B4. Líricamente, la pista detalla no poder superar a un ex. La canción también ve a Swift cantar sobre la aceptación y hacer las paces.

## Recepción

### Recepción crítica
«You All Over Me» recibió elogios, y los críticos elogiaron su autenticidad y el regreso de Swift a las raíces de su país. Ellie Bate, que escribe para BuzzFeed News, calificó la canción como un «viaje acogedor y nostálgico por el camino de la memoria», destacó las similitudes entre la línea de apertura y la línea de apertura de la canción Fearless, y señaló el hecho de que ambas líneas hacen referencia a la lluvia en la acera. Escribiendo para NME, Hannah Mylrea le dio a la canción una calificación de 4 de 5 estrellas y la describió como «una cápsula del tiempo de la era Fearless» y «déjà vu musical», comparando la canción con otras pistas de Fearless como «Come In with the Rain» y «Forever & Always». Mylrea mencionó que la producción de Dessner de la canción recorre el paisaje sonoro de Fearless a través de un delicado filtro de la era de Folklore, y luego comparó la línea de apertura de la canción con «The Last Great American Dynasty» de Swift, mientras que también dijo que la canción «se sentiría en casa en uno de los registros de bloqueo de Swift». Tanvi Dhote de Republic World describió la canción como «un cuento tan antiguo como el tiempo, pero desde una perspectiva moderna», y agregó que la canción es un homenaje a sus «raíces country». Dhote describió la característica de Morris en la canción como «agregar madurez a través del otoño», y continuó resaltando la «dulce reminiscencia» en la canción de Swift «revisitando [la canción] una década después».

### Desempeño comercial
«You All Over Me» entró en el Billboard Hot Country Songs en el número seis, consiguiendo a Swift su 25.º puesto entre los 10 primeros en la lista y el séptimo de Morris; también es el segundo sencillo consecutivo de Fearless (Taylor's Version) que llega al top 10, después de que «Love Story (Taylor's Version)» debutara en el número uno. «You All Over Me» recopiló 9,2 millones de transmisiones y vendió 12 000 descargas digitales en su primera semana, debutando en la cima de las listas Country Digital Song Sales y Country Streaming Songs. Es el 16.º lugar de Swift en la lista de éxitos con respecto al primero y el cuarto de Morris. La canción llegó al número 51 en el Billboard Hot 100, marcando la entrada número 130 en el Hot 100 de la carrera de Swift, extendiendo su récord de la mayor cantidad de entradas entre las mujeres.

## Créditos y personal
Créditos adaptados de Tidal.
- Taylor Swift - voz, composición, producción
- Maren Morris - artista destacada, coros
- Aaron Dessner - producción, ingeniería de grabación, guitarra acústica, bajo, programación de batería, guitarra eléctrica, ingeniería, teclados, percusión, piano, sintetizador
- Scooter Carusoe - composición de canciones
- Eric Slick - Batería
- Josh Kaufman - guitarra eléctrica, armónica
- Bella Blasko - ingeniería, ingeniería de registros
- Jonathan Low: ingeniería, mezcla
- Randy Merrill - masterización
- Christopher Rowe - ingeniería vocal
- Greg Kurstin - ingeniería vocal
- Julian Burg - ingeniería vocal

## Listas
| Lista (2021)                                 | Posición más alta |
| -------------------------------------------- | ----------------- |
| Australia (ARIA)                             | 34                |
| Canadá (Canadian Hot 100)                    | 29                |
| Irlanda (IRMA)                               | 35                |
| Nueva Zelanda New Zealand Hot Singles (RMNZ) | 3                 |
| Reino Unido (UK Singles Chart)               | 52                |
| Estados Unidos (Billboard Hot 100)           | 51                |
| Estados Unidos (Hot Country Songs)           | 6                 |
| US Rolling Stone Top 100                     | 26                |

## Historial de lanzamientos
| Región | Fecha               | Formato                     | Discográfica | Ref.        |
| ------ | ------------------- | --------------------------- | ------------ | ----------- |
| Varios | 26 de marzo de 2021 | Descarga digital, streaming | Republic     | [ 3 ] [ 4 ] |